# Jean Gilbert
Pour les articles homonymes, voir Jean Gilbert (écrivain).
Jean Gilbert, né le 11 février 1879 à Hambourg et mort le 20 décembre 1942 à Buenos Aires, de son vrai nom Max Winterfeld, est un compositeur et chef d'orchestre allemand.

## Biographie
Jean Gilbert, pseudonyme de Max Winterfeld, grandit dans une famille de Hambourg, où presque tous les membres de sexe masculin sont des chanteurs, des acteurs et des musiciens. Un de ses oncles, Bernhard Dessau, est le premier violon de la Staatskapelle Berlin. Le compositeur Paul Dessau est son cousin.
Après plusieurs années d'études, y compris auprès de Philipp Scharwenka à Berlin, qui lui donne des leçons de composition, Gilbert se produit à 15 ans comme virtuose du piano, mais peu après il se tourne vers le théâtre. À 18 ans, il est chef d'orchestre à Bremerhaven. Il s'installe au Carl-Schultze-Theater à Hambourg à 20 ans, il succède à Leo Fall à la Zentralhalle, dont le directeur est Ernst Drucker. Il compose une opérette de style français, Das Jungfernstift. C'est à ce moment qu'il change son nom de Max Winterfeld en Jean Gilbert. À 21 ans, il se marie à Hambourg et fait son service militaire.
Après avoir dirigé des opérettes de Paul Lincke à l'Apollo-Theater de Berlin, il entreprend, comme chef d'orchestre, une tournée en Allemagne, Italie, France et Scandinavie. Il s'établit de nouveau à Berlin en 1910 et se remet à composer. Son opérette la plus célèbre est Die keusche Susanne (La chaste Susanne) (1910). Il obtient un grand succès avec sa chanson Puppchen, du bist mein Augenstern (1912). En 1913, il est, pendant une courte période engagé sous contrat par la société de production de films Literaria.
Juif, il s'exile en 1933, d'abord à Madrid, en 1939 à Paris puis en Argentine. Il dirige l'orchestre de la station de radio LR 1 Radio El Mundo.
Son fils Robert Gilbert est aussi un compositeur et parolier de chansons (L'Auberge du Cheval-Blanc). On le connaît aussi comme traducteur en allemand et éditeur entre autres, des comédies musicales Can-Can, My Fair Lady, Hallo, Dolly et Cabaret. Un autre fils, Henry Winterfeld, est l'auteur de livres pour la jeunesse.

## Œuvres principales
- Autoliebchen, farce musicale.
- Blondinchen, farce musicale
- Die Braut des Lucullus, opérette en 3 actes
- Die Dame mit dem Regenbogen, opérette en 3 actes (7 tableaux)
- Die Dose Sr. Majestät, opérette en 3 parties
- Hotel Stadt Lemberg, Comédie musicale en 3 actes
- Das Jungfernstift.
- Die keusche Susanne, opérette en 3 actes (1910, Magdeburg)
- Die Kino-Königin, opérette
- Der Lebenskünstler, opéra burlesque en 3 actes
- Polnische Wirtschaft, Farce-Vaudeville 3 actes
- Puppchen, farce musicale
- Reise um die Welt in 40 Tagen, revue
- Die Tangoprinzessin, farce
- Die Dame mit dem Regenbogen, opérette, 1933

## Source
- (de) Cet article est partiellement ou en totalité issu de l’article de Wikipédia en allemand intitulé « Jean Gilbert » (voir la liste des auteurs).